# Marie-Jean Hérault de Séchelles
Marie-Jean Hérault de Séchelles, född 1759, död 1794, var en fransk revolutionspolitiker.
Marie-Jean Hérault de Séchelles var anställd vid parlamentet i Paris, invaldes 1789 i Nationalförsamlingen, där han slöt sig till vänstern, och 1792 invaldes han i konventet. I dess arbete spelade Hérault de Séchelles som elegant talare och skribent en viktig roll vid utformandet av 1793 års författning. Det var han, som under loppet av några dagar utarbetade det projekt, som i huvudsak antogs. År 1793 blev han medlem av välfärdsutskottet och slöt sig till Georges Jacques Danton, delade dennes öde och avrättades.